# 29-й Берлинский международный кинофестиваль
29-й Берлинский международный кинофестиваль прошёл с 20 февраля по 3 марта 1979 года в Западном Берлине.

## Жюри
- Джули Кристи
- Ромен Гари
- Ингрид Кавен
- Георг Александер
- Лилиана Кавани
- Йорн Доннер
- Пол Бартел
- Пал Габор

## Конкурсная программа
- Хозяин конезавода, режиссёр Андраш Ковач
- Давид, режиссёр Петер Лилиенталь
- Замужество Марии Браун, режиссёр Райнер Вернер Фассбиндер
- Первая полька, режиссёр Клаус Эммерих
- Сердце леса, режиссёр Мануэль Гутьеррес Арагон
- Эрнесто, режиссёр Сальваторе Сампери
- Жесткач, режиссёр Пол Шрадер
- Александрия... Почему?, режиссёр Юсеф Шахин
- Кассбах – Портрет, режиссёр Петер Патцак
- Император, режиссёр Йоста Хагельбак
- Подросток, режиссёр Жанна Моро
- Сбежавшая любовь, режиссёр Франсуа Трюффо
- Встречи с замечательными людьми, режиссёр Питер Брук
- Мессидор, режиссёр Ален Таннер
- Кино, кино, режиссёр Стэнли Донен
- Носферату — призрак ночи, режиссёр Вернер Херцог
- Рождённый зимой, режиссёр Астрид Хеннинг-Енсен

## Награды
- Золотой медведь:
  - Давид, режиссёр Петер Лилиенталь
- Золотой медведь за лучший короткометражный фильм:
  - Ubu
- Серебряный медведь:
- Серебряный медведь за лучшую мужскую роль:
  - Микеле Плачидо — Эрнесто
- Серебряный медведь за лучшую женскую роль:
  - Ханна Шигулла — Замужество Марии Браун
- Серебряный медведь за лучшую режиссёрскую работу:
  - Астрид Хеннинг-Енсен — Рождённый зимой
- Серебряный медведь за лучший короткометражный фильм:
  - Фантом
- Серебряный медведь за выдающиеся персональные достижения:
  - Стэн Холмберг — Император
  - Хеннинг фон Гирке — Носферату — призрак ночи
- Серебряный медведь - специальный приз жюри:
  - Александрия... Почему?
- Приз международной ассоциации кинокритиков (ФИПРЕССИ):
- Приз ФИПРЕССИ (конкурсная программа):
  - Альберт – почему?
- Приз ФИПРЕССИ (программа «Форум»):
  - Кинокамера
  - Мой путь домой
- Приз имени Отто Дибелиуса международного евангелического жюри:
- Приз имени Отто Дибелиуса международного евангелического жюри (конкурсная программа):
  - Альберт – почему?
- Приз имени Отто Дибелиуса международного евангелического жюри (программа «Форум»):
  - Стадо
- Приз международного евангелического жюри - рекомендация:
- Приз международного евангелического жюри - рекомендация (конкурсная программа):
  - Парашурам
  - Давид
- Приз международного евангелического жюри - рекомендация (программа «Форум»):
  - Дедушка рассказывает
  - Приключения героя
- Приз международного евангелического жюри - специальная рекомендация:
- Приз международного евангелического жюри - специальная рекомендация (программа «Форум»):
  - Anacrusa
  - Происхождение пищи
- Приз Международной Католической организации в области кино (OCIC):
- Приз Международной Католической организации в области кино (конкурсная программа):
  - Рождённый зимой
- Приз Международной Католической организации в области кино (программа «Форум»):
  - Стадо
- Специальная рекомендация Международной Католической организации в области кино:
- Специальная рекомендация Международной Католической организации в области кино (конкурсная программа):
  - Давид
- Награда C.I.D.A.L.C. от Юнеско:
  - Кассбах – Портрет
- Диплом C.I.D.A.L.C.:
  - Александрия... Почему?
- Приз газеты Berliner Morgenpost:
  - Замужество Марии Браун